# مسابقة الأغنية الأوروبية 2008
مسابقة الأغنية الأوروبية 2008 هي النسخة 53 من مسابقة الأغنية الأوروبية. أقيمت المسابقة في بلغراد، صربيا، بعد فوز صربيا في مسابقة 2007 بأغنية Molitva لماريا سيريفوفيتش. نظمها اتحاد البث الأوروبي (EBU) والمذيع راديو وتلفزيون صربيا (RTS)، وأقيمت المسابقة في بلغراد أرينا، وتألفت (لأول مرة) من نصفي نهائي في 20 و22 مايو، و النهائي الكبير في 24 مايو 2008. قدم العروض الثلاثة يوفانا يانكوفيتش وزيليكو جوكسيموفيتش. كانت هذه هي الأولى، واعتبارًا من عام 2023، تم عقد مسابقة الأغنية الأوروبية فقط في جمهورية يوغوسلافيا السابقة في مسابقة 1990 في زغرب قبل تفكك البلاد.